# Тамасакай (станция)
Станция Тамасакай (яп. 多摩境駅 тамасакай эки) — железнодорожная станция на линии Сагамихара, расположенная в городе Матида.

## Планировка станции
2 пути и две боковые платформы.
| 1 | ■ Линия Сагамихара | Хасимото |
| 2 | ■ Линия Сагамихара | Тама-Центр ・ Тёфу ・ Мэйдаймаэ ・ Сасадзука ・ Синдзюку ・(Новая Линия Кэйо) Синдзюку ・(Линия Синдзюку) Итигая ・ Мотоявата |

## Близлежащие станции
| «                           | «                | Вид обслуживания | »                | »                |
| Линия Сагамихара            | Линия Сагамихара | Линия Сагамихара | Линия Сагамихара | Линия Сагамихара |
| --------------------------- | ---------------- | ---------------- | ---------------- | ---------------- |
| Express: не останавливается |                  |                  |                  |                  |
| Минами-Осава                | Минами-Осава     | Local            | Хасимото         | Хасимото         |